# Sadeq Khalilian
Sadeq Khalilian (Ahvaz, 8 agosto 1959) è un politico iraniano.

## Biografia
Ha conseguito un dottorato in economia e politica agraria presso l'Università Tarbiat Modares, dove è stato anche Preside della Facoltà di Risorse Naturali.
Il 3 settembre 2009 è diventato ministro dell'agricoltura.

## Candidatura alle elezioni presidenziali del 2013, 2017 e 2021
Sadeq Khalilian si è candidato per le elezioni presidenziali in Iran del 2013.  Si è inoltre candidato alle elezioni presidenziali in Iran del 2017. La sua candidatura è stata respinta dal Consiglio dei Guardiani della Costituzione in entrambe le elezioni. 
Ha annunciato la sua candidatura per le elezioni presidenziali in Iran del 2021.